# N7 (Frankrijk)
De N7 of Route nationale 7, ook wel Route bleue (Blauwe weg) of Route des vacances (Weg van de vakantie) genoemd, is een nationale weg in Frankrijk, die Parijs met de Italiaanse grens in Menton verbindt. De oorspronkelijke N7 is 1000 km lang, maar hij is in 2006 gedeclasseerd tot departementale weg. In de meeste departementen kreeg de N7 een nieuwe naam. Vier delen heten nog N7. Het eerste deel loopt van de Luchthaven Orly naar de A106 bij Parijs. Het tweede deel loopt van Nevers via Moulins en Roanne naar La Tour-de-Salvagny, een voorstad van Lyon. Het derde deel loopt van Communay, ten zuiden van Lyon, via Valence naar Orange. Het laatste deel loopt van Avignon naar de A7.

## Geschiedenis
In 1811 liet Napoleon Bonaparte de Route impériale 8 aanleggen van Parijs naar Rome via Moulins, Lyon, Avignon en Nice. In 1824 werd de huidige N7 gecreëerd uit de oude Route impériale 8. Deze weg loopt van Parijs via Lyon en Nice naar de Italiaanse grens en is ongeveer 1000 kilometer lang.
Door de opkomst van de auto werden vakanties aan de Côte d'Azur mogelijk voor de inwoners van Parijs, Noord-Frankrijk, België en Nederland. De N7 was de aangewezen route om op die vakantiebestemming te komen. Daar ontleent de weg zijn bijnaam Route des vacances aan. Langsheen de N7 werden tussen de jaren 1930 en 1950 benzinestations geopend. Er kwamen truckstops, die 24 uur op 24 openbleven, en ook restaurants werden geopend langsheen de route.
Rond 1970, na de aanleg van de autosnelweg Autoroute du soleil, nam het vakantieverkeer over de N7 af. Sinds de jaren 2000 is er opnieuw belangstelling voor de N7. De route wordt gebruikt als goedkoop alternatief voor de betalende snelweg, en als traject voor nostalgische Slow travel.
In 1978 werd de weg verlegd tussen Nice en Menton. Oorspronkelijk liep de weg over de Corniche Supérieure, de hoogste kustweg. Na 1978 ging de N7 over de Corniche Moyenne, de middelste kustweg, lopen. De route over de Corniche Supérieure werd overgedragen aan het departement Alpes-Maritimes en kreeg het nummer D2564.

### Declassificaties
Door de aanleg van de parallelle autosnelwegen A6, A77, A7 en A8 nam het belang van de N7 op veel plaatsen sterk af. Daarom zijn grote delen van de weg in 2006 overgedragen aan de departementen. Deze delen hebben daardoor nummers van de departementale wegen. De overgedragen delen van de N7 kregen de volgende nummers:
- Val-de-Marne: D7
- Essonne: RNIL 7
- Seine-et-Marne: D607
- Loiret: D2007
- Nièvre: D907
- Rhône: D307
- Vaucluse: D907
- Bouches-du-Rhône: D7N
- Var: DN7
- Alpes-Maritimes: D6007

## Faam
De Franse zanger Charles Trenet bezong de weg in 1955 in het lied Route nationale 7. De revival sinds de jaren 2000 kwam er onder impuls van onder anderen de Franse striptekenaar Thierry Dubois, die een aantal boeken over de route schreef. In het Nederlands verscheen de op dit thema geïnspireerde reisgids Langzaam door Frankrijk van Peter Jacobs en Erwin De Decker.
N1 · N2 · N3 · N4 · N5 · N6 · N7 · N9 · N10 · N11 · N12 · N13 · N14 · N15 · N17 · N19 · N19J · N20 · N21 · N22 · N24 · N25 · N27 · N28 · N31 · N33 · N34 · N36 · N37 · N41 · N42 · N43 · N44 · N47 · N49 · N51 · N52 · N57 · N58 · N59 · N61 · N61A · N65 · N66 · N67 · N70 · N77 · N79 · N80 · N82 · N83 · N85 · N86 · N87 · N88 · N89 · N90 · N94 · N98 · N100 · N102 · N104 · N105 · N106 · N109 · N112 · N113 · N116 · N118 · N118A · N118B · N122 · N123 · N124 · N125 · N126 · N129 · N134 · N135 · N136 · N137 · N138 · N141 · N142 · N145 · N147 · N149 · N150 · N151 · N154 · N157 · N158 · N159 · N162 · N164 · N165 · N166 · N171 · N174 · N175 · N176 · N182 · N184 · N186 · N186A · N186B · N188 · N191 · N192 · N201 · N202 · N205 · N209 · N216 · N221 · N224 · N225 · N227 · N230 · N237 · N244 · N248 · N249 · N250 · N254 · N265 · N274 · N282 · N296 · N301 · N303 · N306 · N314 · N315 · N316 · N320 · N324 · N330 · N337 · N338 · N346 · N353 · N356 · N363 · N385 · N388 · N401 · N406 · N410 · N416 · N425 · N431 · N440 · N441 · N444 · N446 · N449 · N481 · N486 · N488 · N489 · N520 · N524 · N532 · N537 · N542 · N543 · N568 · N569 · N572 · N580 · N814 · N844 · N1007 · N1012 · N1013 · N1014 · N1019 · N1021 · N1029 · N1031 · N1043 · N1050 · N1075 · N1083 · N1104 · N1113 · N1134 · N1135 · N1141 · N1154 · N1338 · N1547 · N1569 · N2028 · N2043 · N2057 · N2162 · N2249